# Jork Reliance
Die Jork Reliance ist ein Container-Feederschiff der Reederei Bernd Becker Shipmanagement GmbH & Co. KG aus Jork. Sie fährt in Charter Hamburger Reederei OPDR.
Am 26. August 2007 rammte sie das Tor der Neuen Nordschleuse in Kiel-Holtenau, weil sie nicht rechtzeitig aufstoppen konnte. Die Schleuse, und damit auch der Kanal, war dadurch für vier Tage blockiert.
Seit 2016 fährt sie unter dem Namen Mirror und unter Flagge Portugals.

## Galerie

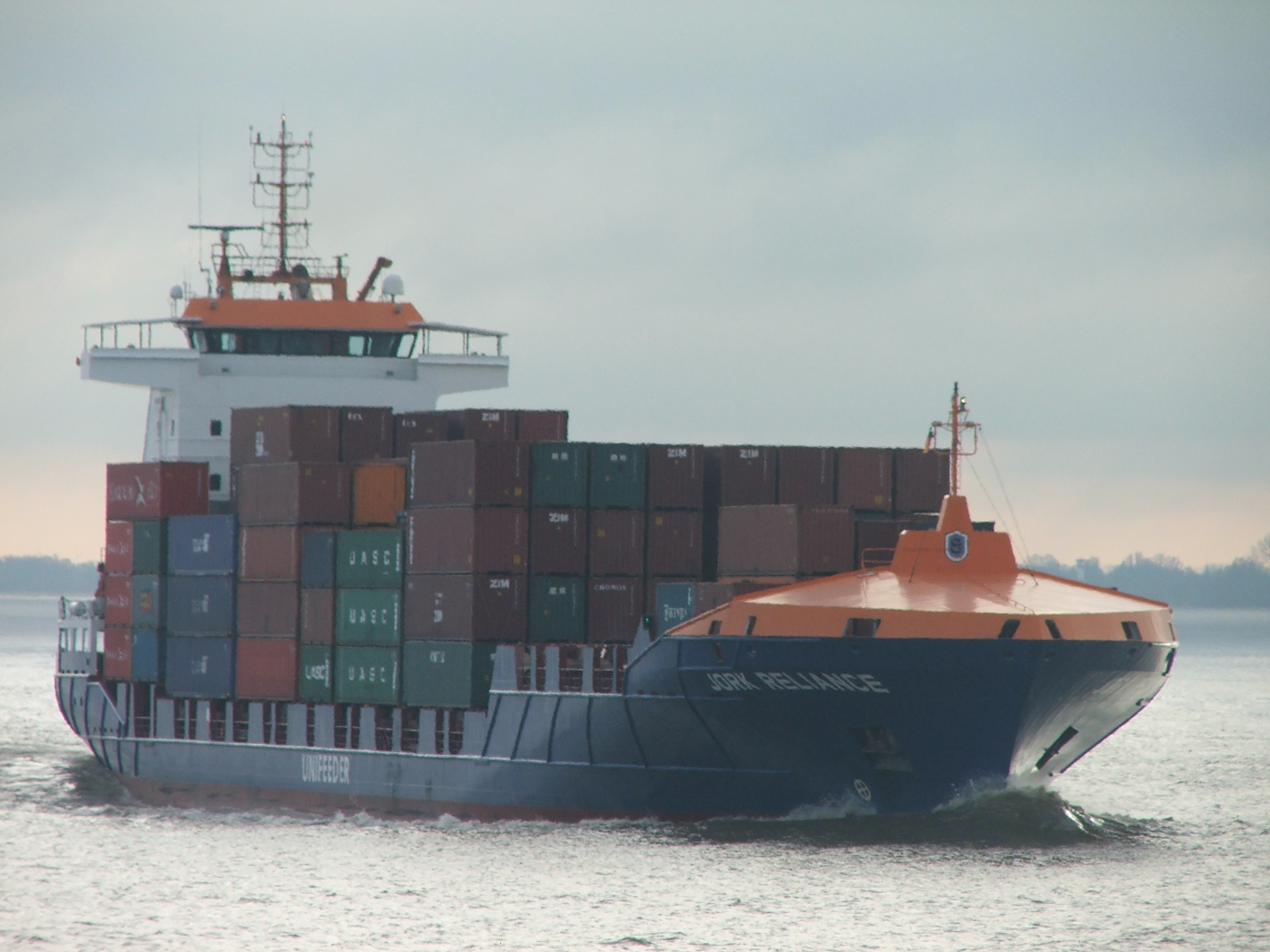
Die Jork Reliance auf der Elbe
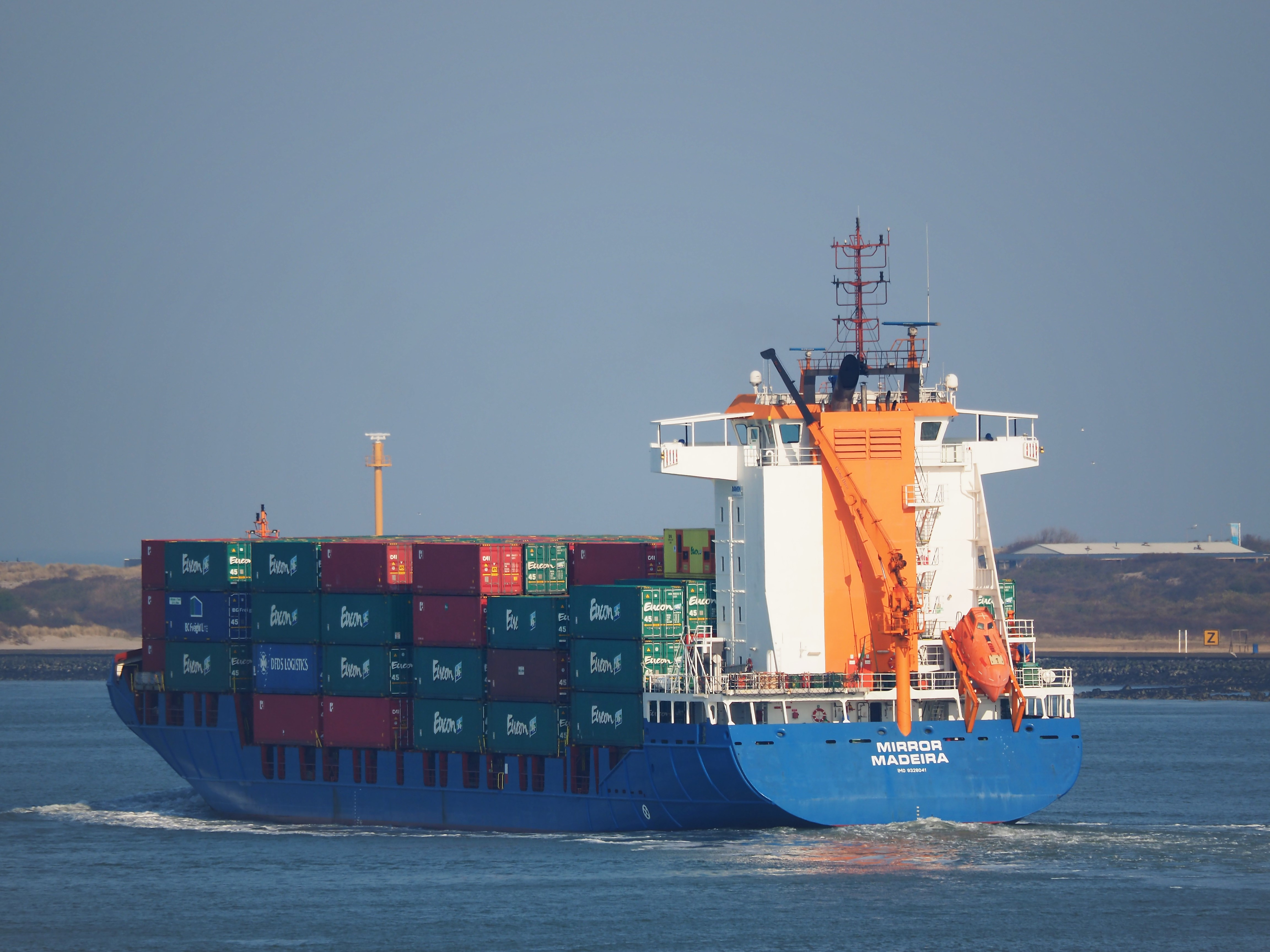
Die Mirror im Jahr 2020